# Pão caseiro
O pão caseiro, também conhecido como pão feito em casa, é um tipo de pão feito em casa, e é preparado comumente a partir de uma massa de farinha e água, geralmente por cozimento. Ao longo da história que se tem registro, tem sido popular em todo o mundo e é um dos alimentos mais antigos, tendo sido importante desde o início da agricultura.
Os pães podem ser feitos através de várias formas. Proporções de tipos de farinha e outros ingredientes variam amplamente, assim como os modos de preparação. A base de farinha de trigo é a mais tradicional, entretanto é possível fazer de várias maneiras. Desde a descoberta da fermentação, há cerca de 600 anos, os pães são feitos em casa. Recentemente, várias receitas surgiram para substituir a farinha de trigo (muito calórica). A linhaça é um exemplo. Também surgiram outras formas de fazê-lo, com a utilização de beterraba e de aveia.
O pão é servido de várias formas com qualquer refeição do dia: pode ser servido em forma de lanche e é usado como ingrediente em outras preparações culinárias, como sanduíches.

## Preparação
A preparação do pão se dá geralmente por processo de cozimento no fogão. Os ingredientes básicos usados na preparação do pão caseiro incluem leite, ovo, açúcar, especiarias, frutas secas, legumes e nozes, embora seja possível substituir quase todos os ingredientes principais por versões menos calóricas e gordurosas em receitas light e veganas. A farinha de trigo pode ser substituída por beterraba, aveia ou linhaça, por exemplo. Já o leite integral pode ser substituído pela sua versão desnatada ou de soja.

### Utensílios usados para preparo
- Batedeira planetária com gancho: ajuda a bater os ingredientes com mais precisão, além de encurtar o tempo.
- Raspador de massa: útil para dividir a massa e manipulá-la.
- Espátula de silicone: útil para pegar toda e massa que restou na tigela após a fermentação.
- Fouet: usado para arejar a farinha.

## Benefícios do pão caseiro
O pão caseiro é muito bom para qualquer tipo de dieta: além do pão em geral ser uma ótima fonte de carboidratos, é pertencente ao grupo dos cereais e é um grande fornecedor de minerais, como por exemplo, o sódio e o potássio, além de conter as vitaminas do complexo B (B1, B2, B5).
Preparar o próprio pão em casa, faz com que as pessoas possam acrescentar ingredientes que precisam em suas dietas individuais, além do custo ser menor, já que uma grande fornada de pães serve muitas pessoas.
O pão frequentemente é cortado da dieta de quem quer perder peso, entretanto substituir o pão tradicional pelo pão feito em casa, com ingredientes selecionados, pode tornar a dieta mais fácil, sem fazer com que as pessoas deixem de comer pães e adquirir seus benefícios.